# Коле Вертијере (Пескара)
Коле Вертијере (итал. Colle Vertiere) је насеље у Италији у округу Пескара, региону Абруцо.
Према процени из 2011. у насељу је живело 44 становника. Насеље се налази на надморској висини од 505 м.